# Льодовик Федченка
Льодовик Федченка — найбільший льодовик на Памірі. Розташований на території центрального Таджикистану (Горно-Бадахшанська автономна область). Належить до гірсько-долинного типу льодовиків. Це найдовший льодовик у світі за межами полярних регіонів. Площа льодовика близько 700 км². Серед льодовиків Євразії льодовик Федченка поступається за площею лише каракорумським льодовикам Сіачен (довжина 76 км, площа 750 км².) і Балторо (довжина 62 км, площа 750 км²).

## Географія
Довгий і прямий льодовик бере початок у цирку на висоті 6200 м, утвореному північними схилами піку Паризької Комуни (6350), піку 26 Бакинських Комісарів (6848) і північно-західним схилом піку Незалежності (раніше пік Революції) (6940). усі вершини належать до Язгулемського хребта. Льодовик простягнувся на 77 км на північ уздовж східної основи хребта Академії Наук. Найбільші ліві притоки — льодовики Високий Танимас, Академії Наук, Олени Розмирович, Кашалаяк, Бівуачний. Найбільші праві притоки — льодовики Вітковського і Наливкіна. Усього в системі льодовика Федченка налічується 45 льодовиків.
Ухил льодовикової поверхні здебільшого 1,5-2,5°, швидкість руху льоду до 66,8 см/добу. Швидкість руху льодовика у фірновій ділянці 216 м/рік, у середній частині — 252 м/рік, біля язика — 126 м/рік. Верхній кінець льодовика розташований на висоті 6280 м, нижній — 2900 м висота снігової лінії 4650 м. Максимальна товщина льоду в середній частині сягає кілометра, а об'єм оцінюється в 144 км³ — для порівняння, це близько третини обсягу озера Ері.
На льодовику чітко виражені гряди серединних і бічних морен; нижній кінець засипаний мореною.
З-під язика льодовика витікає річка Сельдара, яка, зливаючись із Сауксаєм, утворює річку Муксу. Таким чином льодовик належить до басейну Амудар'ї.

## Відкриття та дослідження

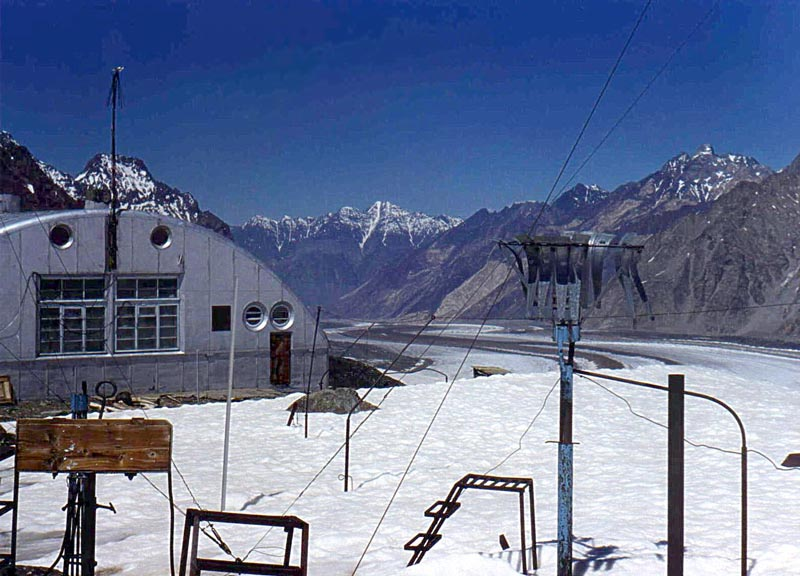
Гідрометеорологічна станція на льодовику Федченка

Нижня частина льодовика Федченка була відкрита в 1878 році В. Ф. Ошаніним, середня і верхня частини відкриті Памірською експедицією 1928 року. Він названий першовідкривачами на честь російського дослідника і мандрівника Паміром, першовідкривача Заалайського хребта і піку Леніна Олексія Павловича Федченка, який загинув у 1873 в Альпах.
«Я присвятив його (льодовик) пам'яті Олексія Павловича Федченка, — писав В. Ф. Ошанін.  — Я хотів цим висловити, хоча у слабкому ступені, мою глибоку повагу до чудових праць мого незабутнього товариша, якому ми завдячуємо роз'ясненням стількох темних питань у географії та природній історії Середньої Азії. Я хотів, щоб ім'я його назавжди залишилося пов'язане з одним із найграндіозніших глетчерів середньоазійського нагір'я, — бажав цього тому, що вивчення льодовикових явищ особливо цікавило Олексія Павловича. Нехай „Федченківський льодовик“ і в далекому майбутньому нагадує мандрівникам ім'я одного з найобдарованіших і старанних дослідників Середньої Азії!».
Перша карта льодовика і прилеглої території була складена топографом І. Г. Дорофєєвим.
Недалеко від гирла льодовика Кашалаяк, на скельних виступах лівого борту льодовика Федченка на висоті 4169 м стоїть гідрометеорологічна станція (ГМС) імені академіка Н. П. Горбунова. Будівля станції зведена в 1933 році (архітектор — В. Р. Блезе), для чого до місця будівництва було організовано доставку 16 тонн вантажу верблюдами і кіньми:118 До 1995 року станція постійно працювала. У період Міжнародного геофізичного року (1957 — 1959) у верхній частині льодовика Федченка на висоті близько 4900 м функціювала гляціологічна станція «Льодовик Вітковського» і станція біля нижнього кінця льодовика .

## Топографічна карта
- Аркуш карти J-43-37 пик  Коммунизма. Масштаб: 1 : 100 000. Стан місцевості на 1979 р. Видання 1986 р. (рос.)